# الجالية البنغالية في المملكة المتحدة

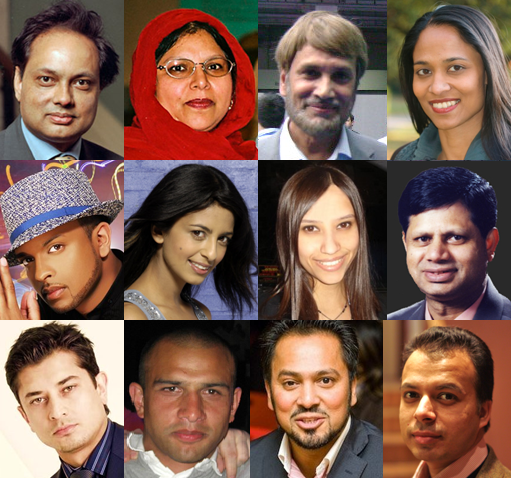

الجالية البنغالية هي واحدة من أكبر الجاليات المهاجرة في المملكة المتحدة. فأعداد كبيرة من البنغاليين وصلوا في وقت مبكر من القرن 17 م . بعد تأسيس بنغلاديش في عام 1971 م، أخذت الهجرة إلى بريطانيا تتزايد فيما بين 1970-1980 م، مما أدى إلى إنشاء مجتمع بنجلاديشي.وتم تشجيع البنجلاديشيين للانتقال إلى بريطانيا خلال ذلك العقد بسبب التغييرات في قوانين الهجرة، والكوارث الطبيعية التي حصلت مثل إعصار بولا و حرب تحرير بنجلاديش ضد باكستان، والرغبة في الهروب من الفقر.هم من ذوي الخبرة في البداية تعرضوا للكثير من العنصرية والبطالة، ولكن شيئا فشيئا اندمجوا مع المجتمع البريطاني

## روابط خارجية
1. ↑  Mario Cacciottolo (31 يوليو 2006). "Brick Lane protestors hurt over 'lies'". BBC News. مؤرشف من الأصل في 2008-03-22. اطلع عليه بتاريخ 2009-02-15.
2. ↑  Ethnicity and the Labour Market, 2011 Census, England and WalesONS. نسخة محفوظة 07 فبراير 2016 على موقع واي باك مشين.
3. ↑  "Lokkhi Terra at Ronnie Scott's". Ronniescotts.co.uk. مؤرشف من الأصل في 2016-03-04. اطلع عليه بتاريخ 2015-11-25.